# Leszek Sobocki
Leszek Sobocki (ur. 14 listopada 1934 w Częstochowie) – polski malarz, grafik, twórca environments, eseista, poeta.
W latach 1953–1956 studiował na Wydziale Grafiki Propagandowej w Katowicach, w latach 1956-1959 na Wydziale Malarstwa Akademii Sztuk Pięknych w Krakowie (dyplom w pracowni Wacława Taranczewskiego), a w latach 1959-1960 na Wydziale Reżyserii Państwowej Wyższej Szkole Teatralnej i Filmowej w Łodzi. W 1965 roku wspólnie z krakowskimi malarzami: Maciejem Bieniaszem, Zbylutem Grzywaczem i Jackiem Waltosiem założył grupę WPROST. Leszek Sobocki brał udział w 19 wystawach grupy w latach 1966-1986, był uczestnikiem Ruchu Kultury Niezależnej. Mieszka i pracuje w Krakowie. 
Jego prace znajdują się w zbiorach m.in.: Moderna Kunst Museet (Sztokholm); Kupferstich/Kabinet (Drezno); Muzeum Sztuki Nowoczesnej (Skopje); Graphische Sammlung Albertina (Wiedeń); Muzeum Sztuki Nowoczesnej (Łódź); muzeach narodowych w Poznaniu, Krakowie, Warszawie, Kielcach; w muzeach w Bydgoszczy, Szczecinie, Tarnowie, Radomiu, Toruniu; w Muzeum Śląskim w Katowicach i w Bytomiu; w Collegium Maius UJ (Kraków).
Najważniejsze nagrody:
- 1967 – Nagroda im. Cypriana Kamila Norwida w Warszawie za wystawę WPROST;
- 1962 – Prix d’achat 8. biennale grafiki w Lublanie;
- 1976 – I Nagroda Ministra Kultury i Sztuki w dziale malarstwa, 6. Festiwal Sztuki w Warszawie;
- 1977 – II Nagroda w Konkursie im. J. Spychalskiego w Poznaniu;
- 1978 – Grand Prix salonu zimowego „Hommage Wyspiańskiemu”, TPSP Kraków;
- 1981 – Grand Prix, 2. ogólnopolskiego triennale „Prezentacja portretu współczesnego” w Radomiu;
- 1983 – Nagroda Kulturalna „Solidarności” za twórczość malarską i graficzną;
- 1984 – Nagroda zbiorowa Muzeum Archidiecezji Warszawskiej za wystawę grupy WPROST.

Artysta uczestniczył w około 200 zbiorowych wystawach krajowych i zagranicznych, m.in.: Romantyzm i romantyczność w sztuce polskiej XIX i XX wieku, Polaków portret własny, Myśl artysty w 100-lecie śmierci Cypriana Norwida, Polonia, Obrazy śmierci, 100 lat Zachęty.
Wybrane wystawy indywidualne:
- 1967 – Galeria „Obserwatorium”, Sztokholm;
- 1967 – Galeria „Krognoshuset”, Lund;
- 1972 – Galeria „Arkady”, Kraków;
- 1973 – Galeria „Prisma”, Sztokholm;
- 1975 – Galeria „Konstforening”, Oslo;
- 1978 – Galeria „Azyl”, Toruń;
- 1979 – Galeria „KMPiK”, Puławy;
- 1979 – Galeria BWA, Lublin;
- 1979 – Galeria „Kramy Dominikańskie”, Kraków;
- 1980 – Galeria „Arsenał”, Poznań;
- 1980 – Galeria BWA, Radom;
- 1984 – Galeria „Inny Świat”, Kraków;
- 1985 – Bibioteca Comunale, Mediolan;
- 1989 – Galeria „Sztuki Współczesnej”, Częstochowa;
- 1993 – Galeria „Kordegarda”, Warszawa,
- 1999 – TPSP Kraków;
- 1999 – Zamość, Płock, Sieradz BWA;
- 2000 – BWA, Zakopane;
- 2001 – Galeria „Mała”, Nowy Sącz;
- 2002 – „Wirydarz” Galeria Sztuki, Lublin;
- 2002 – Galeria Krypta u Pijarów „Purgatorium”, Kraków.